# فانجوريا
مجلة فانجوريا (بالإنجليزية: Fangoria)‏ هي مجلة أمريكية تهتم بأفلام الرعب. صدر العدد الأول منها في 1979. تصدر المجلة كل شهر (10 أعداد في السنة).

## وصلات خارجية
- فانجوريا على موقع IMDb (الإنجليزية)

- الموقع الإلكتروني